# 루마니아 구국연합
루마니아 구국연합(루마니아어: Uniunea Salvați România 우니우네아 살바치 로므니아[*])은 2015년에 창당된 루마니아의 중도주의 정당이다. 좌파와 우파에 치우치지 않는 포괄정당적 성격을 가진다. 주요 정책은 정치적 부패 척결로, 부패한 정치인은 좌우파를 가리지 않고 비판한다. 대표적으로 사회민주당의 당수인 리비우 드라그네아가 표적이 된적이 있다. 동성애에 관련해서는 중도적인 입장이며, 유럽 연합에는 호의적이다.